# Malu Mic, Bolgrad
Malu Mic (în ucraineană Ярославове, transliterat: Iaroslavove, în germană Alt Posttal) este un sat în comuna Tarutino din raionul Bolgrad, regiunea Odesa, Ucraina. Satul a fost locuit de germanii basarabeni.

## Demografie
Componența lingvistică a comunei Malu Mic
     Bulgară (44,7%)
     Ucraineană (26,17%)
     Rusă (20,37%)
     Găgăuză (7,5%)
     Română (1,13%)
     Alte limbi (0,14%)
Conform recensământului din 2001, nu exista o limbă vorbită de majoritatea populației, aceasta fiind compusă din vorbitori de bulgară (44,7%), ucraineană (26,17%), rusă (20,37%), găgăuză (7,5%) și română (1,13%).